# 540년대
540년대는 540년부터 549년까지를 가리킨다.